# Parti Iran-Novine
 (janvier 2024).
La mise en forme du texte ne suit pas les recommandations de Wikipédia : il faut le « wikifier ».
Les points d'amélioration suivants sont les cas les plus fréquents. Le détail des points à revoir est peut-être précisé sur la page de discussion.
- Les titres sont pré-formatés par le logiciel. Ils ne sont ni en capitales, ni en gras.
- Le texte ne doit pas être écrit en capitales (les noms de famille non plus), ni en gras, ni en italique, ni en « petit »…
- Le gras n'est utilisé que pour surligner le titre de l'article dans l'introduction, une seule fois.
- L'italique est rarement utilisé : mots en langue étrangère, titres d'œuvres, noms de bateaux, etc.
- Les citations ne sont pas en italique mais en corps de texte normal. Elles sont entourées par des guillemets français : « et ».
- Les listes à puces sont à éviter, des paragraphes rédigés étant largement préférés. Les tableaux sont à réserver à la présentation de données structurées (résultats, etc.).
- Les appels de note de bas de page (petits chiffres en exposant, introduits par l'outil «  Source ») sont à placer entre la fin de phrase et le point final[comme ça].
- Les liens internes (vers d'autres articles de Wikipédia) sont à choisir avec parcimonie. Créez des liens vers des articles approfondissant le sujet. Les termes génériques sans rapport avec le sujet sont à éviter, ainsi que les répétitions de liens vers un même terme.
- Les liens externes sont à placer uniquement dans une section « Liens externes », à la fin de l'article. Ces liens sont à choisir avec parcimonie suivant les règles définies. Si un lien sert de source à l'article, son insertion dans le texte est à faire par les notes de bas de page.
- La présentation des références doit suivre les conventions bibliographiques. Il est recommandé d'utiliser les modèles {{Ouvrage}}, {{Chapitre}}, {{Article}}, {{Lien web}} et/ou {{Bibliographie}}. Le mode d'édition visuel peut mettre en forme automatiquement les références.
- Insérer une infobox (cadre d'informations à droite) n'est pas obligatoire pour parachever la mise en page.

Pour une aide détaillée, merci de consulter Aide:Wikification.
Si vous pensez que ces points ont été résolus, vous pouvez retirer ce bandeau et améliorer la mise en forme d'un autre article.
 (janvier 2024).
Le parti Iran-Novine, aussi appelé parti de la Nouvelle Iran (INP ; en persan : حزب ایران نوین), est un parti politique iranien formé en janvier 2023 à la suite des efforts de membres iraniens du réseau Farashgard et d'autres activistes politiques exilés qui cherchent à établir un nouveau parti politique,.
Ce nouveau doit son nom à l'ancien parti Iran-Novin (Parti du Nouvel Iran), fondé en Iran en 1963 et dissous en 1975, dans le but de moderniser le pays, objectif réalisé pendant son mandat au gouvernement (1964 à 1975).

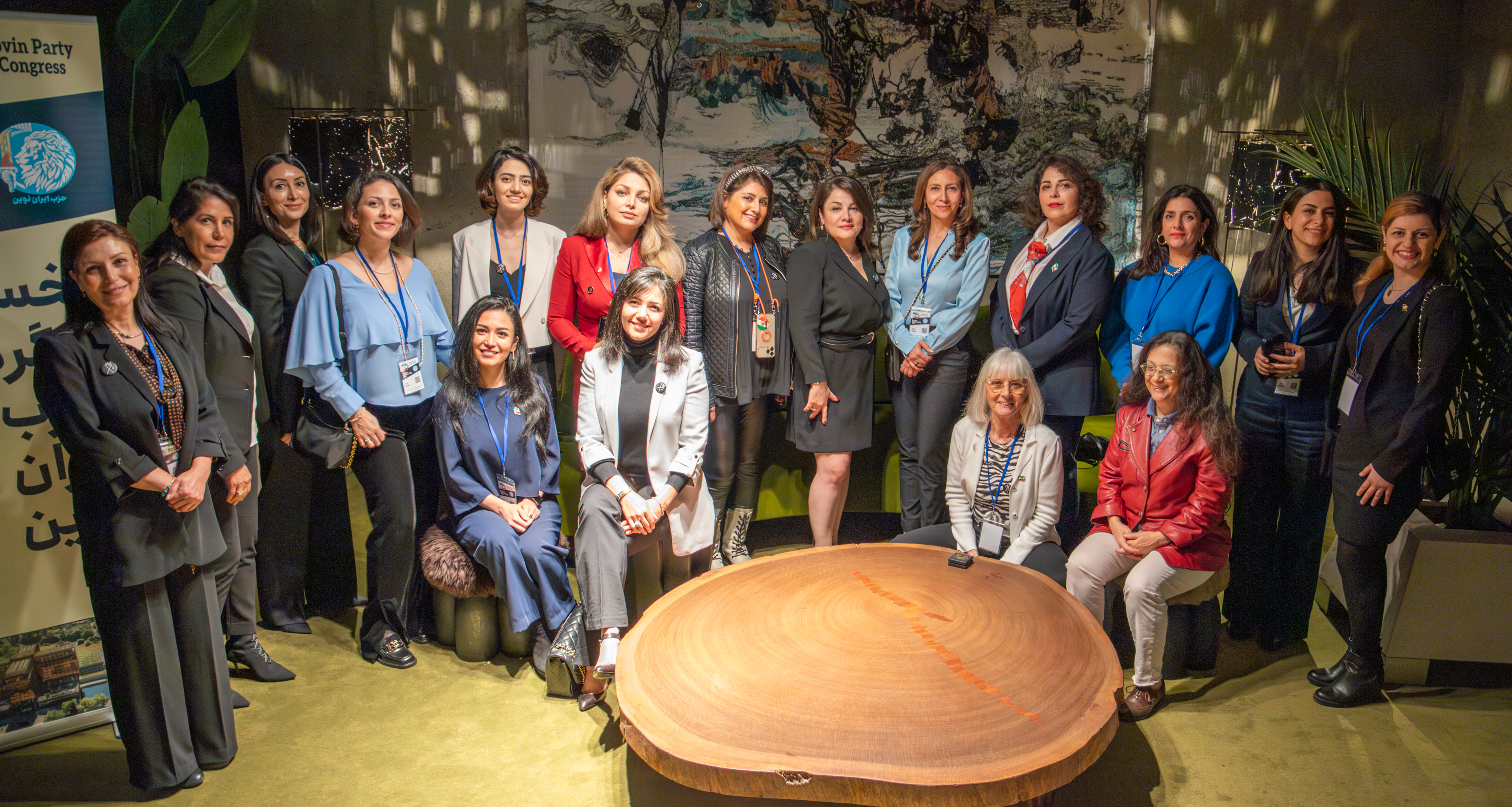
Membres du Parti Iran Novin (INP)

## Histoire
La genèse du Parti nouvellement formé Iran-Novine (INP) est enracinée dans le courant idéologique connu sous le nom de « Pahlavisme »,. Cela signifie que les fondateurs de l'INP se perçoivent, ainsi que leur parti, comme les héritiers de la révolution constitutionnelle de 1906. Ils croient fermement que les deux monarques Pahlavi, Reza Chah Pahlavi et Mohammad Reza Chah Pahlavi, ont joué des rôles cruciaux dans l'institution de cadres constitutionnels en Iran. Ces efforts ont bénéficié d'un soutien indéfectible de la part des Iraniens patriotes dévoués à la reconstruction de la nation, entraînant des réalisations remarquables.
Quant aux membres du nouveau Parti Iran-Novine (INP), ils se considèrent comme les héritiers de cet héritage politique riche.

## Objectifs
Contrairement à certains autres partis politiques iraniens en exil, qui étaient directement impliqués dans le renversement de la monarchie constitutionnelle en Iran et la fondation de la République islamique, le Parti Iran-Novine condamne entièrement la révolution islamique en Iran (1979) comme une « rébellion idéologique dans laquelle les fondamentalistes islamiques dépassés et les communistes apatrides ont joué un rôle significatif ».
C'est à partir de cette conception que le parti rejette l'appellation du pays comme « pays islamique » et soutient solidement « le principe de l'égalité juridique entre les citoyens, indépendamment de leurs croyances religieuses ou non religieuses ».
En termes de politique économique, le Parti Iran-Novine défend le libéralisme économique. Selon le parti, « le maintien de la sécurité de la propriété privée est l'une des bases du progrès et du développement de la société ». Par conséquent, le Parti Iran-Novine « considère les souhaits des constitutionnalistes et l'excellente expérience des rois Pahlavi comme le flambeau et estime que le grand Reza Shah a joué un rôle remarquable dans la réalisation de nombreux idéaux constitutionnels ». 
Contrairement à certains autres partis politiques iraniens en exil, qui étaient directement impliqués dans le renversement de la monarchie constitutionnelle en Iran et la fondation de la République islamique, le Parti Iran-Novine condamne entièrement la révolution islamique en Iran (1979) comme une « rébellion idéologique dans laquelle les fondamentalistes islamiques dépassés et les communistes apatrides ont joué un rôle significatif ».

## Congrès fondateur

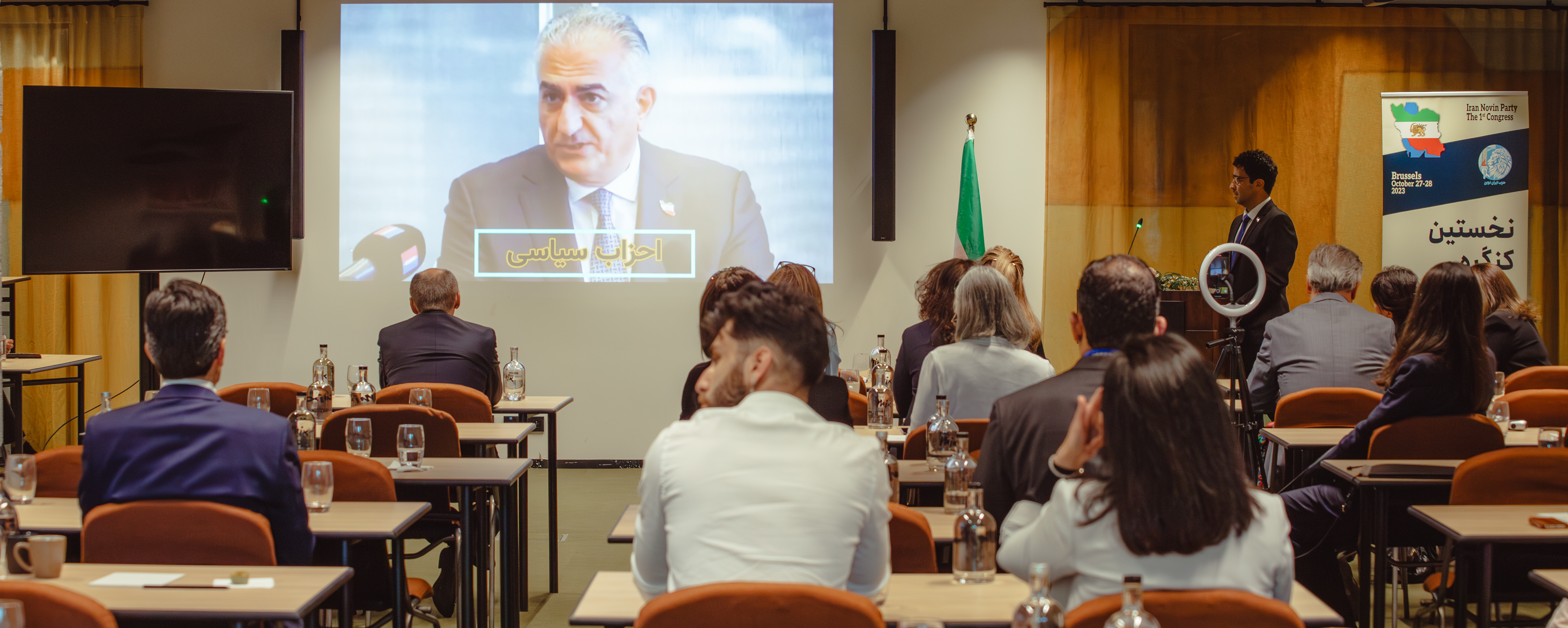
Message du prince héritier Reza Pahlavi à l'occasion du 1er jour du congrès du Parti Iran-Novine (INP)

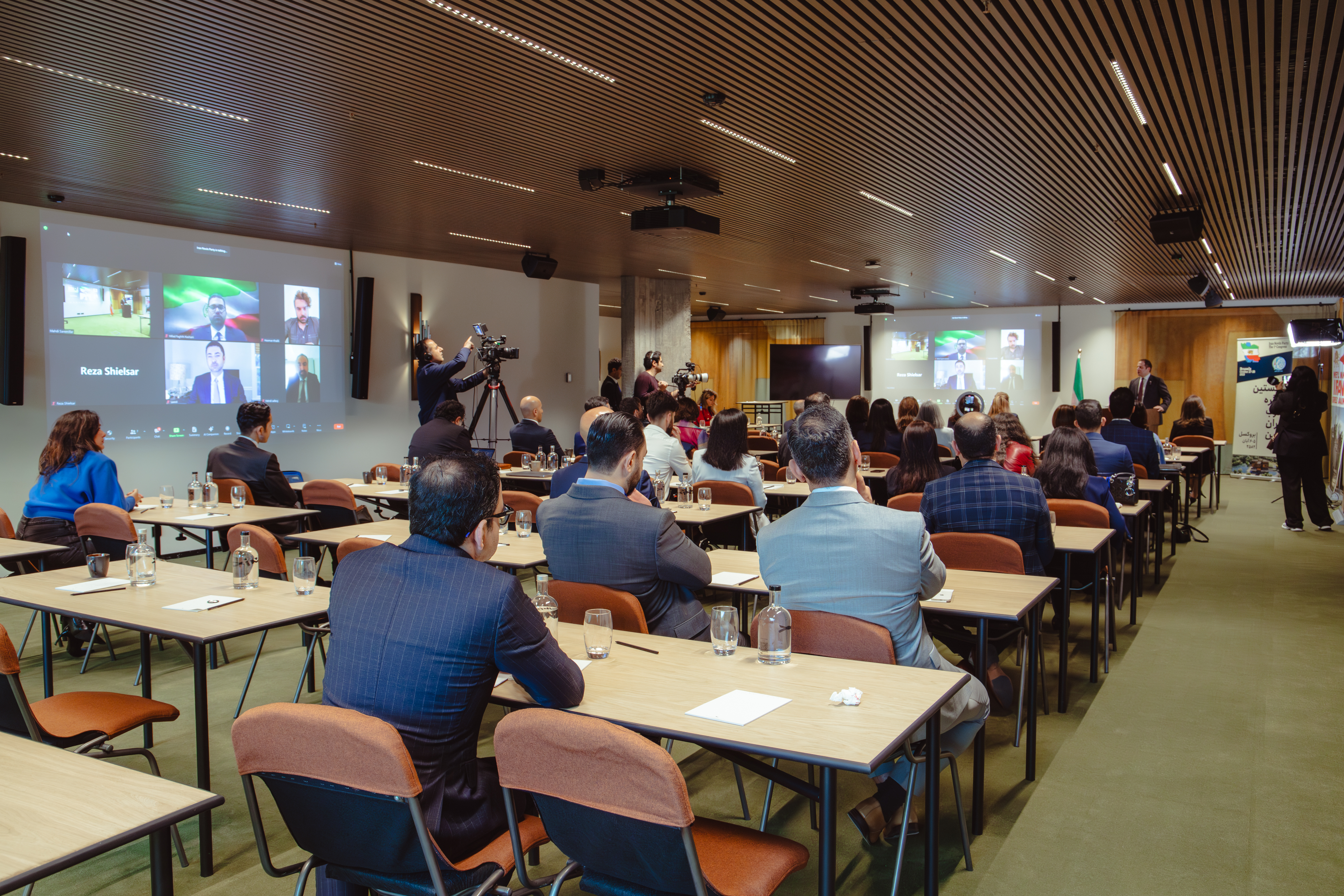
Membres du parti Iran-Novine le 1er jour du congrès de l'INP

Afin de se doter d'une direction démocratiquement élue et d'une plateforme officielle du parti votée par ses membres, le premier congrès du Parti Iran-Novine s'est tenu les 27 et 28 octobre 2023 à Bruxelles, en Belgique.

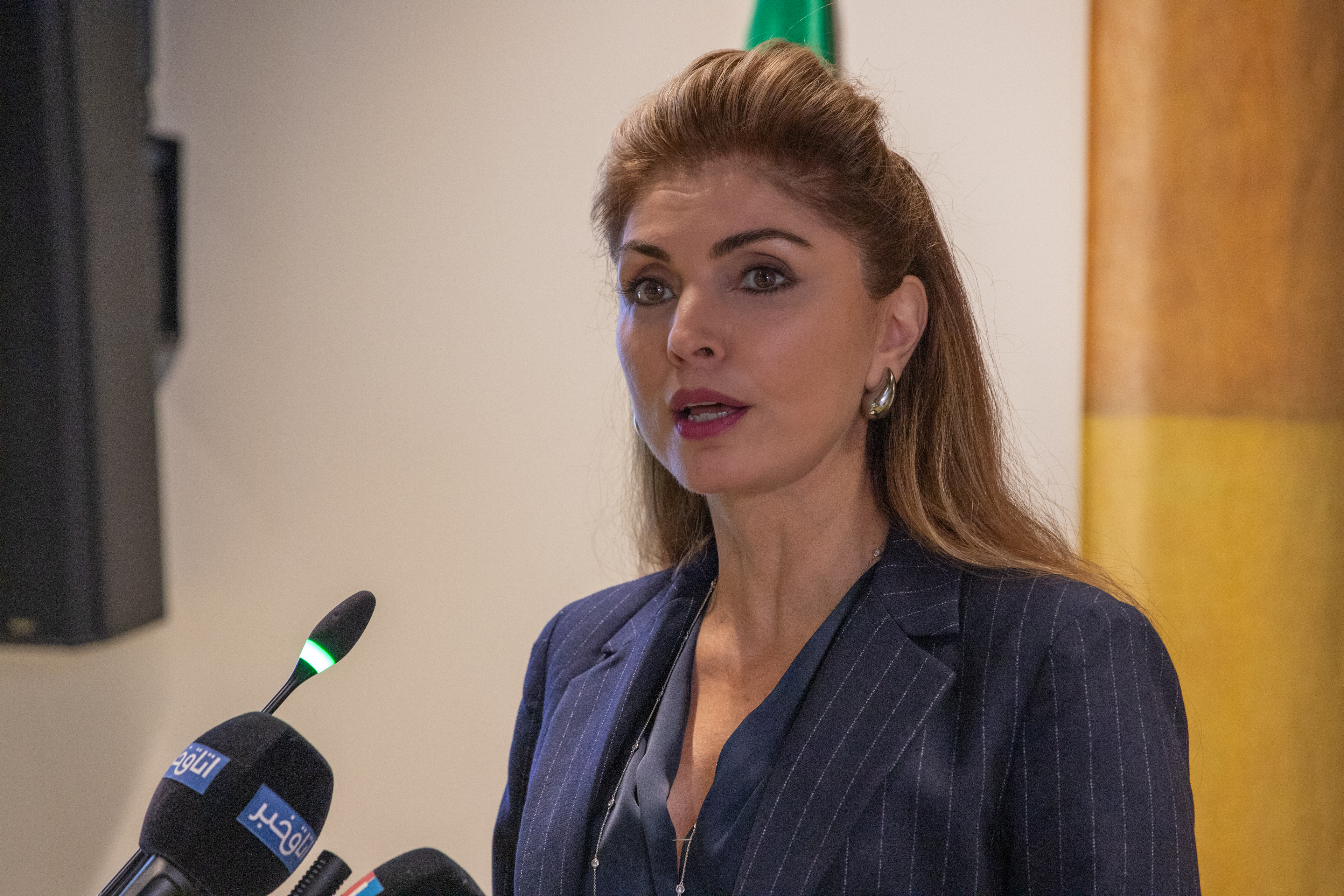
Discours d'ouverture de Yasmine Pahlavi au congrès fondateur du Parti Iran-Novine (INP)

Le discours d'ouverture a été prononcé par la princesse Yasmine Pahlavi, qui a rappelé aux membres du nouveau Parti Iran-Novine (INP) la grande tradition de l'ancien parti Iran-Novin, dont les membres se sont efforcés de promouvoir la prospérité et le bien-être de tous les Iraniens. Elle a appelé le nouveau Parti Iran-Novine (INP) à rester toujours engagé dans cette importante responsabilité,.
Lors de ce congrès en plus de l'élection d'autres membres des organes de direction du parti, le docteurHamed Sheibanyrad a été élu premier président du Parti Iran-Novine pour un mandat de deux ans. Après son élection, il a défini le travail à venir du INP en trois étapes : des actions conduisant à l'effondrement du régime de la République islamique ; des activités nécessaires pour les 100 premiers jours après la chute du régime dans la période de transition vers la démocratie, ainsi que des mesures à long terme après l'établissement de la démocratie dans le pays. Le programme du parti a également été adopté,.
D'autres partis politiques tels que le « Parti constitutionnaliste d'Iran - Démocrate libéral » et le prince héritier iranien exilé Reza Pahlavi ont félicité le Parti Iran-Novine (INP) pour son premier congrès.

## Idées politiques
Dans le programme du parti adopté lors du congrès fondateur en octobre 2023, les positions suivantes du Parti Iran-Novine peuvent être mises en évidence :

### Pays et État
• Le Parti Iran-Novine considère l'indépendance du pays vis-à-vis de la domination et de l'influence des gouvernements ou éléments étrangers comme une nécessité nationale et affirme sa croyance fondamentale en l'intégrité nationale et territoriale du pays.
Le Parti Iran-Novine affirme la langue persane en tant que langue nationale du pays, fondé sur des preuves historiques, tout en distinguant son approche des autres partis politiques qui ont suggéré même une élection nationale pour désigner une langue officielle. Le parti reconnaît cette langue comme officielle, sans considérer cela en contradiction avec la nécessité de protéger, renforcer et développer d'autres langues et dialectes dans le pays.

## Approbation publique
Avec des centaines de milliers de suiveurs sur les réseaux sociaux, le Parti Iran-Novine peut bénéficier d'une grande portée parmi les Iraniens, tant à l'intérieur qu'à l'extérieur du pays, par rapport à d'autres partis politiques iraniens en exil,.

## Liste des sources
1. ↑  (de) Austrian Centre for Country of Origin and Asylum Research and Documentation, « Anfragebeantwortung zum Iran: Neo-Monarchist·innen (politische Ziele, Anhänger·innen, Zusammenhang mit Demonstrationen (Finanzierung, Unterstützung)) [a-11981] », sur www.ecoi.net, 9 février 2023 (consulté le 29 décembre 2023)
2. 1 2 3 4 5 6 7 8 9  « Manifesto - The Party of Iran Novin », sur irannovin.party (consulté le 29 décembre 2023)
3. ↑  « فلسفه تشکیل یک حزب جدید به اسم «ایران نوین» در گفت‌وگو با محمود ابطحی » (consulté le 29 décembre 2023)
4. ↑  « گفتگوی تلویزیون منوتو با عبدالرضا احمدی عضو کمیته موقت اجرایی حزب ایران نوین » (consulté le 29 décembre 2023)
5. ↑  Marvin G. Weinbaum, « Iran Finds a Party System: The Institutionalization of "Iran Novin" », Middle East Journal, vol. 27, no 4,‎ 1973, p. 439–455 (ISSN 0026-3141, lire en ligne, consulté le 29 décembre 2023)
6. ↑  (en-US) Malcolm W. Browne Special to The New York Times, « Iran's Ruling Party Retains Control in the Election of Parliament », The New York Times,‎ 11 juillet 1971 (ISSN 0362-4331, lire en ligne, consulté le 29 décembre 2023)
7. ↑  (de) « Zurück in die Vergangenheit? Die Protestbewegungen im Iran und das Erbe der Monarchie », sur Geschichte der Gegenwart, 19 novembre 2023 (consulté le 29 décembre 2023)
8. 1 2  (en) « The Fractured Opposition to the Islamic Regime | The Washington Institute », sur www.washingtoninstitute.org (consulté le 30 décembre 2023)
9. ↑  (en) « Cyrus The Great Is Harbinger Of Light For Future Iran – Exiled Prince », sur Iran International, 30 décembre 2023 (consulté le 30 décembre 2023)
10. ↑  (fa) یونیکا, « ویدئوی کامل سخنرانی بانو یاسمین پهلوی در نخستین کنگره حزب ایران نوین | پایگاه خبری تحلیلی یونیکا » (consulté le 30 décembre 2023)
11. ↑  (fa) « سخنرانی یاسمین پهلوی در کنگره حزب ایران نوین », sur ایران اینترنشنال (consulté le 30 décembre 2023)
12. ↑  « گزارشی از نخستین کنگره حزب ایران نوین - The Party of Iran Novin », sur irannovin.party (consulté le 30 décembre 2023)
13. ↑  (fa) « دبیرنخست حزب ایران نوین در مورد تصمیمات تازه این حزب توضیح می‌دهد »,‎ 28 octobre 2023 (consulté le 30 décembre 2023)
14. ↑  (fa) کیهان لندن, « پیام شاهزاده رضا پهلوی و سخنان بانو یاسمین پهلوی در نخستین کنگره «حزب ایران نوین» » (consulté le 30 décembre 2023)
15. ↑  « اتاق خبر - آیا میهن‌پرستی به معنای فاشیسم است؟ جمعه ۱۷ آذر ۱۴۰۲ ساعت ۲۱ » (consulté le 30 décembre 2023)
16. ↑  (fa) parti Iran-novine, « Profil du parti sur X », sur Twitter (X) (consulté le 1er janvier 2024)
17. ↑  « Instagram », sur www.instagram.com (consulté le 30 décembre 2023)